# Euaresta bella
Euaresta bella är en tvåvingeart som först beskrevs av Friedrich Hermann Loew 1862.  Euaresta bella ingår i släktet Euaresta och familjen borrflugor. Inga underarter finns listade i Catalogue of Life.